# 纳克索斯岛
纳克索斯岛是爱琴海上的一个岛屿，位于基克拉泽斯群岛的中心部位，属于希腊的基克拉泽斯大区，面积429平方公里，人口18188人。该岛的首府和最大城市纳克索斯有6,533人。
纳克索斯岛于公元前20世纪开始出现居民，前后为爱奥尼亚人、波斯人、威尼斯人以及土耳其人殖民。在波斯人统治下发生的纳克索斯起义是第一次希波战争的导火索。
今天，该岛是爱琴海上的一个热门旅游目的地，岛上有风景宜人的沙滩和许多名胜古迹，如阿波罗之门、桑格里神殿（建于公元前约530年，祭祀得墨忒耳，全部使用纳克索斯大理石建造）等等。